# Lijst van Tweede Kamerleden voor de antirevolutionairen
Een overzicht van alle voormalige Tweede Kamerleden voor de antirevolutionairen.
| Tweede Kamerlid                                        | Begindatum        | Einddatum         |
| ------------------------------------------------------ | ----------------- | ----------------- |
| J. van Alphen                                          | 8 december 1884   | 19 maart 1894     |
| H.A.M. van Asch van Wijck                              | 14 juni 1853      | 17 september 1854 |
| H.A.M. van Asch van Wijck                              | 12 oktober 1857   | 30 september 1866 |
| M.M. van Asch van Wijck                                | 24 september 1874 | 19 september 1882 |
| T.A.J. van Asch van Wijck                              | 19 september 1881 | 11 mei 1891       |
| F.W.J. van Aylva van Pallandt                          | 17 november 1884  | 26 maart 1888     |
| G.J.Th. Beelaerts van Blokland                         | 17 september 1883 | 19 maart 1894     |
| I.L. Cremer van den Berch van Heemstede                | 22 april 1873     | 1 juli 1879       |
| M. Bichon van IJsselmonde                              | 19 november 1866  | 2 januari 1868    |
| M. Bichon van IJsselmonde                              | 22 september 1868 | 17 september 1871 |
| M. Bichon van IJsselmonde                              | 4 maart 1874      | 29 september 1883 |
| A.Ph.R.C. van der Borch van Verwolde                   | 29 juli 1884      | 26 maart 1888     |
| A.Ph.R.C. van der Borch van Verwolde                   | 27 november 1888  | 19 maart 1894     |
| O.T. Bosgra                                            | 1 mei 1888        | 19 augustus 1888  |
| C.M. baron Brantsen                                    | 14 november 1888  | 14 september 1891 |
| W.G. Brantsen van de Zijp                              | 11 december 1882  | 17 mei 1886       |
| W.G. Brantsen van de Zijp                              | 1 mei 1888        | 19 maart 1894     |
| J.J.L. van der Brugghen                                | 14 juni 1853      | 17 september 1854 |
| W.K.F.P. van Bylandt                                   | 8 november 1882   | 19 maart 1894     |
| A. van Dedem                                           | 15 september 1879 | 19 maart 1894     |
| G.W. van Dedem                                         | 1 mei 1888        | 19 maart 1894     |
| J.H. Donner                                            | 20 februari 1880  | 17 mei 1886       |
| J.H. Donner                                            | 19 september 1887 | 19 maart 1894     |
| P.J. Elout van Soeterwoude                             | 14 juni 1853      | 14 september 1862 |
| P.J. Elout van Soeterwoude                             | 16 september 1879 | 20 december 1879  |
| D. Engelberts                                          | 1 mei 1888        | 14 september 1891 |
| J.Ch. Fabius                                           | 20 september 1881 | 25 maart 1890     |
| B.J.L. de Geer van Jutphaas                            | 8 december 1884   | 19 maart 1894     |
| J.W. Gefken                                            | 25 februari 1868  | 19 september 1869 |
| N. Glinderman                                          | 1 mei 1888        | 14 september 1891 |
| K.A. Godin de Beaufort                                 | 14 november 1882  | 26 maart 1888     |
| G. Groen van Prinsterer                                | 11 augustus 1840  | 4 september 1840  |
| G. Groen van Prinsterer                                | 13 februari 1849  | 17 september 1854 |
| G. Groen van Prinsterer                                | 24 september 1855 | 20 juli 1857      |
| G. Groen van Prinsterer                                | 15 september 1862 | 6 april 1865      |
| J.P. Havelaar                                          | 1 december 1891   | 1 mei 1893        |
| Th. Heemskerk                                          | 1 mei 1888        | 14 september 1891 |
| Th. Heemskerk                                          | 25 april 1893     | 19 maart 1894     |
| F.J.J. van Heemstra                                    | 9 november 1875   | 18 februari 1878  |
| F. van Hogendorp                                       | 18 september 1848 | 6 oktober 1848    |
| P.C. 't Hooft                                          | 27 januari 1882   | 17 mei 1886       |
| A.J. Thomassen à Thuessink van der Hoop van Slochteren | 16 september 1879 | 18 maart 1882     |
| G.H. Thomassen à Thuessink van der Hoop van Slochteren | 27 april 1882     | 17 mei 1886       |
| U.H. Huber                                             | 26 november 1883  | 19 maart 1894     |
| J.L. de Jonge                                          | 20 september 1875 | 31 oktober 1881   |
| L.J.S. van Kempen                                      | 1 mei 1888        | 14 september 1891 |
| L.W.Ch. Keuchenius                                     | 8 augustus 1866   | 2 januari 1868    |
| L.W.Ch. Keuchenius                                     | 6 oktober 1879    | 26 maart 1888     |
| L.W.Ch. Keuchenius                                     | 26 maart 1890     | 16 december 1893  |
| A. Kuyper                                              | 20 maart 1874     | 31 mei 1877       |
| C.M.E. van Löben Sels                                  | 10 juli 1888      | 19 maart 1894     |
| J.W. van Loon                                          | 20 september 1869 | 6 maart 1876      |
| Ch. Lucasse                                            | 1 mei 1888        | 19 maart 1894     |
| W. van Lynden                                          | 18 september 1848 | 6 oktober 1848    |
| W. van Lynden                                          | 22 oktober 1850   | 31 mei 1866       |
| Æ. Mackay                                              | 11 juli 1848      | 12 februari 1849  |
| Æ. Mackay                                              | 15 oktober 1850   | 30 juni 1862      |
| Æ. Mackay                                              | 2 mei 1876        | 26 maart 1888     |
| Æ. Mackay                                              | 18 mei 1892       | 19 maart 1894     |
| Th.Ph. Mackay                                          | 28 juni 1882      | 19 maart 1894     |
| M. Noordtzij                                           | 15 september 1891 | 18 april 1892     |
| R.K. Okma                                              | 1 mei 1888        | 14 september 1891 |
| W.M. Oppedijk                                          | 1 mei 1888        | 9 maart 1893      |
| J.J. Pompe van Meerdervoort                            | 20 september 1881 | 17 mei 1886       |
| J.F. van Reede van Oudtshoorn                          | 18 september 1848 | 6 oktober 1848    |
| J.F. van Reede van Oudtshoorn                          | 14 juni 1853      | 27 maart 1860     |
| P.H. Saaymans Vader                                    | 20 november 1866  | 13 september 1879 |
| A.F. de Savornin Lohman                                | 15 september 1879 | 17 februari 1890  |
| A.F. de Savornin Lohman                                | 13 februari 1894  | 19 maart 1894     |
| A. Schimmelpenninck van der Oye                        | 15 september 1873 | 16 september 1877 |
| A. Schimmelpenninck van der Oye                        | 26 maart 1878     | 1 mei 1882        |
| A. Schimmelpenninck van der Oye                        | 17 september 1883 | 10 oktober 1884   |
| A. Schimmelpenninck van der Oye                        | 14 juli 1886      | 30 september 1888 |
| J.E.N. Schimmelpenninck van der Oye                    | 17 november 1884  | 26 maart 1888     |
| J.E.N. Schimmelpenninck van der Oye                    | 10 juli 1888      | 19 maart 1894     |
| H. Seret                                               | 4 oktober 1880    | 19 maart 1894     |
| J.J. Teding van Berkhout                               | 15 september 1873 | 24 juli 1880      |
| H.A. van de Velde                                      | 29 april 1890     | 19 maart 1894     |
| S. van Velzen                                          | 1 mei 1888        | 19 maart 1894     |
| L.W. de Vries                                          | 3 oktober 1888    | 14 september 1891 |
| O. van Wassenaer van Catwijck                          | 21 september 1866 | 18 november 1887  |
| O.J.E. van Wassenaer van Catwijck                      | 1 mei 1888        | 14 september 1891 |
| J.Ph.J.A. van Zuylen van Nijevelt                      | 1 mei 1861        | 14 september 1862 |
| J.Ph.J.A. van Zuylen van Nijevelt                      | 22 mei 1865       | 1 juni 1866       |